# Bessey-lès-Cîteaux
Bessey-lès-Cîteaux település Franciaországban, Côte-d’Or megyében. Lakosainak száma 685 fő (2022. január 1.). Bessey-lès-Cîteaux Aiserey, Aubigny-en-Plaine, Saint-Nicolas-lès-Cîteaux, Brazey-en-Plaine és Izeure községekkel határos.

## Népesség
A település népességének változása:
| Lakosok száma | 279  | 469  | 509  | 637  | 688  | 694  | 696  | 689  | 686  | 685  |
|               | 1968 | 1982 | 1990 | 2006 | 2013 | 2015 | 2017 | 2019 | 2020 | 2022 |